# Tahar Hadjar
Tahar Hadjar (en arabe : الطاهر حجار), né le 2 janvier 1953 à Tiaret, est un homme politique algérien. Député du parti FLN, ministre algérien de l'Enseignement supérieur et de la Recherche scientifique de 2015 à 2019. 

## Parcours
Tahar Hadjar est titulaire d'un doctorat d'état en études arabo-islamiques de l'Université Paris-Sorbonne . En 1993, il sera maître de conférence puis professeur à l'Université d'Alger jusqu'en 2015. En parallèle, il sera vice-recteur, puis de 1996 à 2015, recteur de l'Université d'Alger.
Il cumulera également de nombreux postes administratifs: 
- Directeur de la coopération et des études juridiques au ministère de l'éducation nationale de 1993-1994.
- Président du comité pédagogique Littérature de 1981 à 1982.
- Membre du Haut Conseil de la Magistrature
- Membre du Conseil d'Administration de l'institut Diplomatique et des Relations Internationales
- Membre du Conseil d'Administration de l'Agence Algérienne de la coopération internationale

## Propos et polémique
Le 7 août 2018, Tahar Hadjar alors ministre de l'Enseignement supérieur et de la Recherche scientifique a déclaré : « En quoi ça m’avance moi, si on a un prix Nobel issu de l’Université d’Alger ? Quelle serait sa répercussion sur l’enseignement ? », des propos qui ont déclenché une vive polémique[Par qui ?][pourquoi ?].
Il a aussi tenté selon la presse algérienne d’isoler l’université algérienne de l'agitation qui secouait la société civile a l'occasion du Hirak algérien contre le cinquième mandat du président Bouteflika de 2019 en prenant la décision d'avancer le calendrier des vacances du printemps.